# Дате (Хоккайдо)

42°28′19″ пн. ш. 140°51′53″ сх. д. / 42.47194° пн. ш. 140.86472° сх. д.
Да́те (яп. 伊達市, だてし, МФА: [date ɕi̥]) — місто в Японії, в окрузі Ібурі префектури Хоккайдо.

## Короткі відомості
Розташоване на південному заході префектури, на берегах затоки Утіура. Центральна частина міста називається Момбецу. Виникло на місці японської колонії в часи реставрації Медзі, заснованої самураями-переселенцями з Ватарі-хану, дочірнього володіння Дате-хану. В пам'ять про переселенців у місті діє Музей освоєння. Основою господарства є овочівництво. 2006 року поглинуло сусіднє містечко Отакі. Станом на 1 жовтня 2008 року площа міста становила 444,28 км². Станом на 31 березня 2017 населення міста становило 34 863 осіб.